# Intel Developer Forum
Pour les articles homonymes, voir IDF.

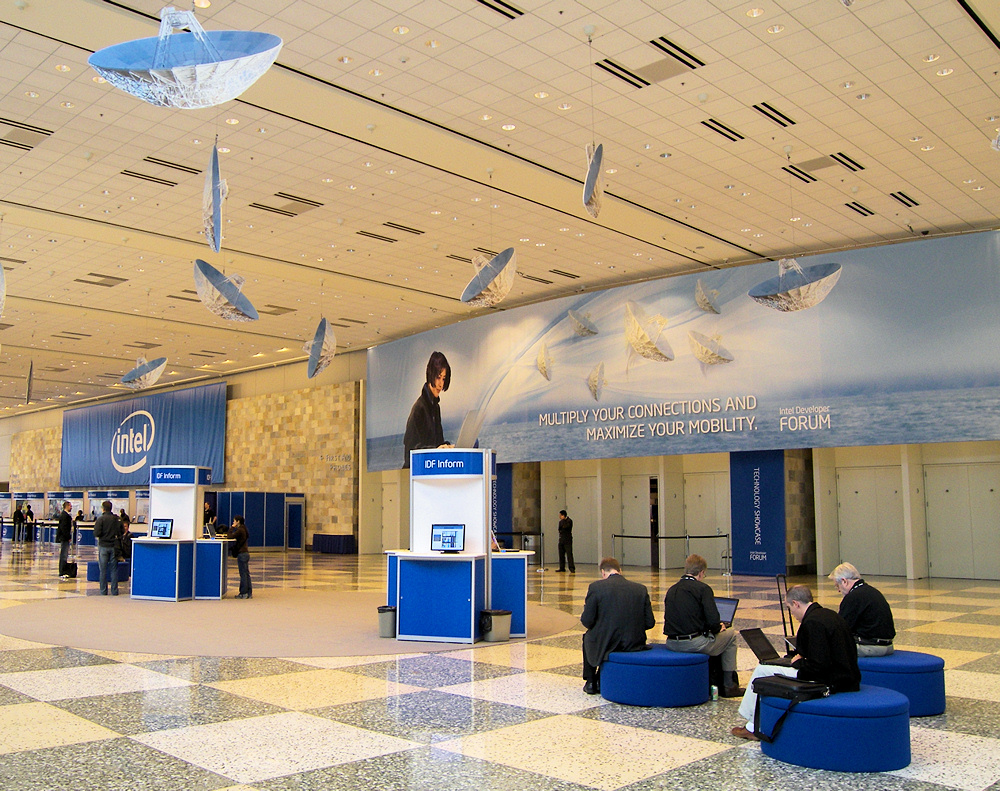
Intel Developer Forum à Moscone West, San Francisco, Californie, États-Unis, en 2007.

Intel Developer Forum (IDF) était une rencontre mondiale organisée par Intel pour y annoncer ses prochaines évolutions technologiques. Elle a eu lieu chaque année de 1997 à 2016, à raison de deux sessions par an durant les dernières années : l'une au printemps à Shenzhen, en Chine, et l'autre à la fin de l'été à San Francisco, aux États-Unis.
En 2017, la session chinoise a été annulée, et en août 2017 Intel a décidé de mettre définitivement fin à cet événement, ce qui a annulé de fait la session qui devait avoir lieu à San Francisco.